# Charles Nicholl
Charles Nicholl (* 1950) ist ein britischer Journalist, Dokumentarfilmer und Schriftsteller, der sowohl mit dem Dagger Award als auch dem Hawthornden-Preis ausgezeichnet wurde.

## Leben
Nach dem Schulbesuch studierte Nicholl am King’s College der University of Cambridge und war nach Beendigung als Englischlehrer in London tätig, ehe er als Journalist arbeitete.
1980 erschien sein erstes Buch The Chemical Theatre, einem von der Alchemie handelnden Buch, dem 1984 eine Biografie über den Dichter, Dramatiker und Satiriker Thomas Nashe mit dem Titel Thomas Nashe, A Cup of News, sowie anschließend The Fruit Palace (1985), ein Reisebericht über Kolumbien folgte.
Darüber hinaus befasste er sich mit der sogenannten Marlowe-Theorie, die versucht zu zeigen, dass der Tod des zu William Shakespeare altersgleichen zeitgenössischen Dichtergenies Christopher Marlowe im Jahr 1593 vorgetäuscht worden sein müsse. Hierzu verfasste er 1992 das Buch The Reckoning: The Murder of Christopher Marlowe, für das er 1992 mit dem Dagger-Preis für das beste Sachbuch der Kriminalliteratur ausgezeichnet und das als ein dreiteiliges BBC Radio 4-Dokudrama adaptiert wurde.
In dem Buch The Creature of the Map (1995) beschäftigte sich Nicholl mit der Expedition von Walter Raleigh nach Südamerika. Für seine Biografie über den französischen Dichter Arthur Rimbaud mit dem Titel Somebody Else: Arthur Rimbaud in Africa, 1880–91 wurde ihm 1998 der Hawthornden-Preis verliehen.
Nicholl, der in Lucca in der Toskana lebt und arbeitet, ist außerdem als Dokumentarfilmer tätig. Nach einem mehrjährigen Studium der Skizzenbücher und Manuskripte Leonardo da Vincis schrieb er eine Biografie Leonardos mit dem Titel Leonardo da Vinci: Flights of the Mind (2004), die auch in deutscher Übersetzung erschien. Im November 2007 wurde The Lodger: Shakespeare on Silver Street veröffentlicht.

## Veröffentlichungen
- Screaming in the Castle: The Case of Beatrice Cenci. In: London Review of Books. Essay. Vol. 20, No. 13, 2. Juli 1998, Juli 1998, S. 23–27 (lrb.co.uk, abgerufen am 29. Juni 2024, Artikelanfang frei abrufbar).

in deutscher Sprache:
- Treffpunkt Café „Fruchtpalast“: Erlebnisse in Kolumbien (= Rororo. Band 12582; rororo-Horizonte). Deutsche Erstausgabe. Aus dem Englischen von Heinz Vrchota. Rowohlt, Reinbek bei Hamburg 1990, ISBN 3-499-12582-X (407 S.; Originaltitel The fruit palace).
- Im goldenen Dreieck. Eine Reise in Thailand und Burma (= Rororo. Band 13173; rororo-Horizonte). Deutsche Erstausgabe. Deutsch von Teja Schwaner. Rowohlt, Reinbek bei Hamburg 1993, ISBN 3-499-13173-0 (253 S.; Originaltitel Borderlines).[4]
- Leonardo da Vinci, die Biographie. Aus dem Englischen von Michael Bischoff. S. Fischer, Frankfurt am Main 2006, ISBN 3-10-052405-5 (751 S.; Originaltitel Leonardo da Vinci).